# Ліза Шварцбаум
Ліза Шварцбаум (англ. Lisa Schwarzbaum, народилася 5 липня 1952) — американський кінокритик. Приєдналася до Entertainment Weekly як старший автор у 1991 році, працюючи кінокритиком для журналу разом з Оуеном Глейберманом з 1995 по 2013 рік.

## Раннє життя
Ліза Шварцбаум народилася 5 липня 1952 року в родині Леона Шварцбаума, який був сапером під час війни на Тихому океані. Старша дитина єврейської родини, яка виросла в Бронксі, має двох братів.
Шварцбаум відзначила, що серія фільмів WWOR-TV на мільйон доларів викликала її інтерес до фільмів через презентацію каталогу RKO Pictures. Після того, як вона зосередилася на музиці в коледжі Сари Лоуренс, її мати запропонувала їй стати мистецтвознавцем, щоб поєднати свій інтерес із письменницькою діяльністю. Рання робота Лізи Шварцбаум під керівництвом Лео Лермана в розділі мистецтва та розваг журналу Mademoiselle ще більше сформувала її кар'єру кінокритика. 

## Кар'єра
Письменницька кар’єра Лізи Шварцбаум почалася з рецензій на класичну музику для The Real Paper і The Boston Globe. Окрім роботи кінокритиком у Entertainment Weekly з 1995 по 2013 рік, також писала для The New York Times, Time, Slate, The New Statesman і The Baltimore Sun.. Вона є членом Національного товариства кінокритиків, колишнім президентом гуртка кінокритиків Нью-Йорка та протягом п’яти років була членом відбіркового комітету Нью-Йоркського кінофестивалю.
Після смерті Джина Сіскела в 1999 році Шварцбаум був запрошеним співведучим епізоду 14 сезону серіалу «Роджер Еберт і кіно».  З'явилася в серії «Хто хоче стати супермільйонером» у лютому 2004 року як частина першої панелі «Трьох мудреців», яка підтвердила неправильний варіант відповіді. Неодноразово виступала в ток-шоу Чарлі Роуза, щоб обговорити останні випуски фільмів.
Шварцбаум фігурує в документальному фільмі 2009 року «За любов до кіно: історія американської кінокритики», де описується важливість і вплив двох жінок-критиків, Моллі Хаскелл і Джанет Маслін.
На початку 2015 року Шварцбаум була обрана для участі в першій письменницькій програмі резиденції Amtrak, у рамках якої створювала дописи в блозі про свою подорож по країні та писала про свого батька для журналу Tablet.